# 特別支援教育

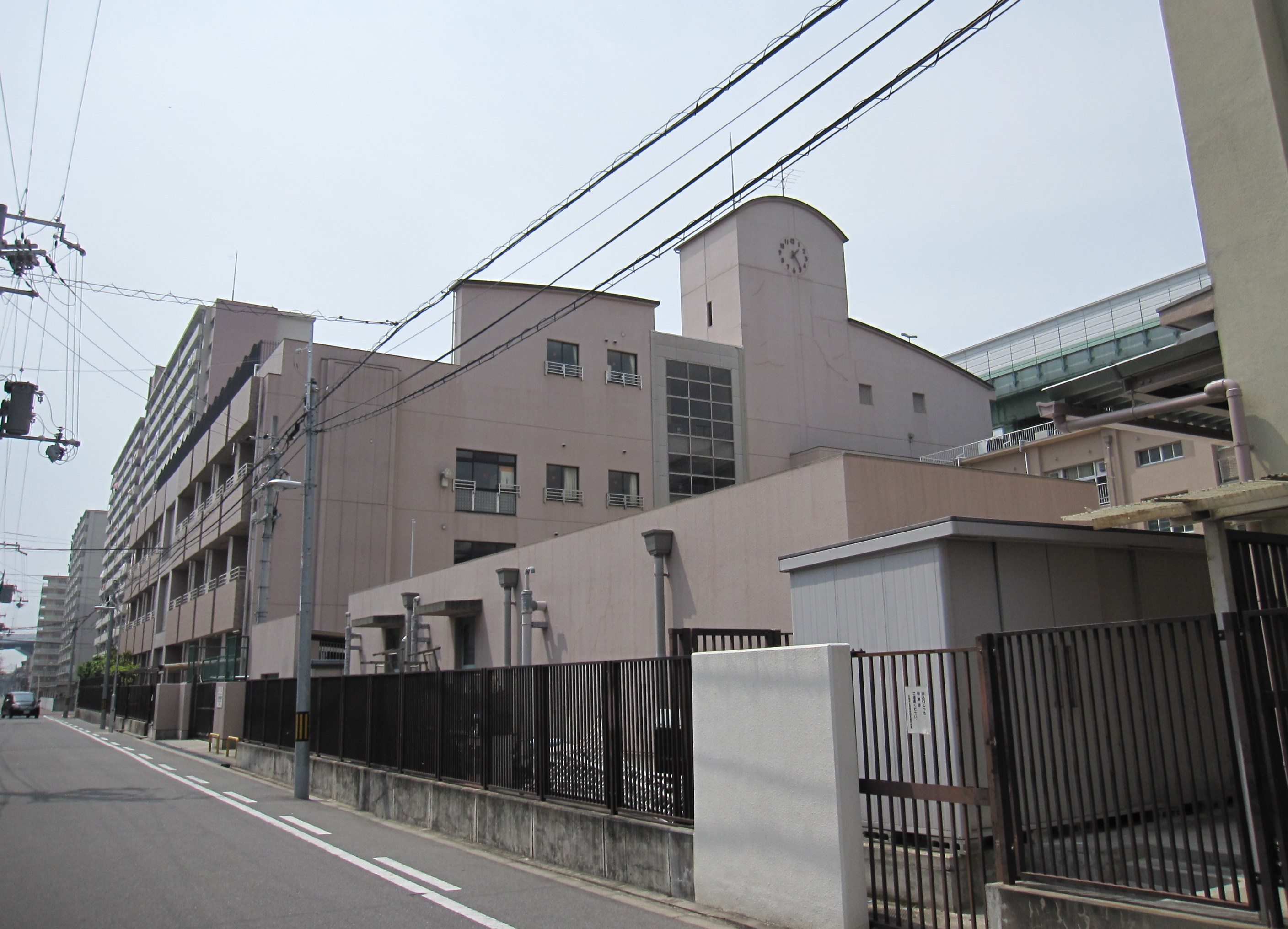
日本第一所为智力障碍学童开设的特殊学校大阪府立思齐支援学校

特別支援教育是日本學校教育的類型之一，指針對存在身心障礙兒童的特殊教育制度。日本的特別支援教育歷史可以追溯到1878年設立的對盲人和聾啞人的教育機構京都盲啞院。二戰後，日本又對針對殘障人士的教育制度進行了進一步改革，逐漸形成現在的特別支援教育制度。消除存在身心障礙學童學習上的困難，以及改善他們遭受歧視甚至校園暴力的境況都是特別支援教育的重要議題。
2007年（平成19年）4月，日本正式將特別支援教育的有關內容寫入《学校教育法》中。

## 拓展閱讀
- 筑波大学特別支援教育研究センター; 斎藤佐和; 四日市章. . 教育出版. 2016-08. ISBN 978-4-316-80412-5.
- 安藤隆男. . 放送大学教育振興会. 2015. ISBN 978-4-595-31533-6.